# Лужани (Плзењ-југ)
Лужани (чеш. Lužany) је насељено мјесто са административним статусом сеоске општине (чеш. obec) у округу Плзењ-југ, у Плзењском крају, Чешка Република.

## Становништво
Према подацима о броју становника из 2014. године насеље је имало 656 становника.